# (5722) Johnscherrer
(5722) Johnscherrer (1986 JS) – planetoida z pasa głównego asteroid okrążająca Słońce w ciągu 3,31 lat w średniej odległości 2,22 j.a. Odkryta 2 maja 1986 roku.